# گرمانا دومینیچی
گِرمانا دومینیچی (ایتالیایی: Germana Dominici؛ ‏ ۱ دسامبر ۱۹۴۶ – ۳ ژانویهٔ ۲۰۲۴) بازیگر و صداپیشه اهل ایتالیا بود.
از فیلم‌ها یا برنامه‌های تلویزیونی که وی در آن نقش داشته است، می‌توان به مصاحبه، نقاب شیطان و چگونه معلم‌تان را از راه بدر کنید اشاره کرد.